# Sam Coulson
Sam Coulson (9 de febrero de 1987, Bromsgrove, Worcestershire, Inglaterra, Reino Unido) es un músico británico.  Actualmente es el guitarrista de la banda de rock progresivo Asia.

## Carrera musical

### 2007-2012: Youtube y el principio de un nombre
En 2007, Coulson comenzó a subir vídeos a Youtube en los que tocaba canciones de su autoría en la guitarra eléctrica. El guitarrista Paul Gilbert se impresionó de la ejecución y la técnica de Sam en la guitarra, ofreciendo a este último a ser un instructor invitado del proyecto Great Guitar Escape que Gilbert creó en el mes de julio de 2012,  participando con Gilbert y otros guitarristas de renombre como Guthrie Govan y Tony MacAlpine en dicho festival.

### Entrada al grupo Asia
Meses después, en el 2013, Coulson se integró a la banda Asia debido a que Steve Howe, guitarrista original del grupo, abandonara la agrupación.
El 25 de marzo de 2014, Asia lanzó su álbum de estudio Gravitas, siendo el estreno de Coulson con dicha banda.
En 2018 dejó de estar vinculado con Asia.

## Discografía

### Asia
- 2014: Gravitas